# Macklemore
Macklemore, artiestennaam van Ben Haggerty (Seattle, 19 juni 1983), is een Amerikaanse rapper. In het begin van zijn muziekcarrière stond hij bekend als Professor Macklemore.

## Levensloop
Macklemore maakte als kind voor het eerst kennis met hiphop via de muziek van de Amerikaanse band Digital Underground. Op zijn veertiende begon hij teksten te schrijven. Toen hij met rappen begon, luisterde hij naar "heel veel underground-eastcoasthiphop". Vanuit de behoefte met zijn muziek een jongere generatie te bereiken, nam hij een baan in een jeugdinrichting, waar hij muziekworkshops organiseerde.
Macklemore behaalde in 2009 een bachelor aan de liberal arts college The Evergreen State College in Olympia.

### Muziekcarrière (2000-heden)
Onder de naam "Professor Macklemore" nam Macklemore in 2000 de ep Open your eyes op, die hij zelf verspreidde. Hij schrapte het woord professor vervolgens uit zijn artiestennaam en bracht in januari 2005 zijn eerste album uit, The language of my world. In september 2009 verscheen The unplanned mixtape.
Vanaf 2008 werkte Macklemore nauw samen met producer Ryan Lewis, met wie hij vanaf eind 2009 officieel een duo vormde. Voor hun ep The vs. Redux (2010) gebruikte Macklemore zijn ervaring met drugsmisbruik om zijn veelgeprezen lied Otherside te maken. Vervolgens werd Macklemore ontdekt door The Agency Group, een groot internationaal boekingsbedrijf.
Eind 2012 verscheen het debuutalbum The Heist, dat meteen een groot succes werd in de Verenigde Staten. De van dit album afkomstige single Thrift shop zorgde voor een grote internationale doorbraak en werd een nummer 1-hit in onder meer Nederland, België, het Verenigd Koninkrijk, Canada, Frankrijk, Brazilië en Australië. In de Verenigde Staten zelf stond de single zes weken op nummer 1 en werd het de grootste hit van 2013. Na het succes van Thrift shop groeiden de al eerder uitgebrachte singles Can't hold us en Same love ook uit tot wereldwijde hits. Van het album The Heist werden ruim drie miljoen exemplaren verkocht. Bij de 56e Grammy Awards in januari 2014 werden Macklemore en Lewis bekroond met vier prijzen: 'beste rap song' en 'beste rap performance' voor Thrift shop, 'beste rap album' voor The Heist en ook werden ze uitgeroepen tot de beste nieuwe artiest.
In 2015 werd de single Downtown uitgebracht, waarmee in verschillende landen opnieuw de top 10 werd bereikt. De videoclip bij dit nummer won een MTV Europe Music Award voor 'beste video'. De single was de voorloper op het tweede album van Macklemore en Lewis, getiteld This unruly mess I've made. Dit album verscheen in februari 2016.
De samenwerking tussen Macklemore en Lewis werd in juni 2017 voorlopig gestaakt, waarna Macklemore zich op andere projecten en samenwerkingen ging concentreren. In september 2017 bracht hij het album Gemini uit, waarvan de eerste single Glorious een bescheiden hit werd. In 2018 was hij (samen met Jess Glynne en Dan Caplen) te horen op het nummer These days van Rudimental, dat wereldwijd een groot succes werd. In 2019 werkte Macklemore samen met Martin Garrix op diens single Summer days, waarop ook Patrick Stump te horen is.
Op 9 mei 2024 bracht hij het protestnummer Hind's Hall uit, waarmee hij zich uitsprak in het Palestijnse conflict. Het nummer is vernoemd naar het zesjarige Palestijnse meisje Hind Rajab, dat in een burgerauto omkwam door Israëlisch tankvuur tijdens het Israëlische grondoffensief op de Gazastrook in de Oorlog Hamas-Israël. Alle inkomsten van het nummer gaan naar UNRWA.

## Discografie

### Albums
| Album met eventuele hitnotering(en) in de Nederlandse Album Top 100 | Datum van verschijnen | Datum van binnenkomst | Hoogste positie | Aantal weken | Opmerkingen    |
| ------------------------------------------------------------------- | --------------------- | --------------------- | --------------- | ------------ | -------------- |
| The Heist                                                           | 07-12-2012            | 09-02-2013            | 18              | 37           | met Ryan Lewis |
| This Unruly Mess I've Made                                          | 26-02-2016            | 05-03-2016            | 15              | 9            | met Ryan Lewis |
| Gemini                                                              | 22-09-2017            | 30-09-2017            | 9               | 15           |                |
| Ben                                                                 | 03-03-2023            |                       |                 |              |                |

| Album met hitnotering(en) in de Vlaamse Ultratop 200 albums | Datum van verschijnen | Datum van binnenkomst | Hoogste positie | Aantal weken | Opmerkingen    |
| ----------------------------------------------------------- | --------------------- | --------------------- | --------------- | ------------ | -------------- |
| The Heist                                                   | 07-12-2012            | 20-10-2012            | 11              | 89           | met Ryan Lewis |
| This Unruly Mess I've Made                                  | 26-02-2016            | 05-03-2016            | 9               | 24           | met Ryan Lewis |
| Gemini                                                      | 22-09-2017            | 30-09-2017            | 25              | 22           |                |
| Ben                                                         | 03-03-2023            |                       |                 |              |                |

### Singles
| Single met eventuele hitnotering(en) in de Nederlandse Top 40 | Datum van verschijnen | Datum van binnenkomst | Hoogste positie | Aantal weken | Opmerkingen                                                                                         |
| ------------------------------------------------------------- | --------------------- | --------------------- | --------------- | ------------ | --------------------------------------------------------------------------------------------------- |
| Thrift Shop                                                   | 28-08-2012            | 09-02-2013            | 1(1wk)          | 27           | met Ryan Lewis & Wanz / Nr. 1 in de Single Top 100 / Alarmschijf                                    |
| Can't Hold Us                                                 | 16-08-2011            | 06-04-2013            | 4               | 28           | met Ryan Lewis & Ray Dalton / Nr. 5 in de Single Top 100 / Alarmschijf                              |
| Same Love                                                     | 2012                  | 20-07-2013            | 13              | 13           | met Ryan Lewis & Mary Lambert / Nr. 18 in de Single Top 100                                         |
| White Walls                                                   | 2013                  | 28-09-2013            | tip2            | -            | met Ryan Lewis, Hollis & Schoolboy Q                                                                |
| Growing Up (Sloane's Song)                                    | 2015                  | 15-08-2015            | tip16           | -            | met Ryan Lewis & Ed Sheeran                                                                         |
| Downtown                                                      | 2015                  | 19-09-2015            | 35              | 2            | met Ryan Lewis, Eric Nally, Melle Mel, Kool Moe Dee & Grandmaster Caz / Nr. 54 in de Single Top 100 |
| Glorious                                                      | 2017                  | 16-09-2017            | 31              | 4            | met Skylar Grey / Nr. 16 in de Single Top 100                                                       |
| Good Old Days                                                 | 2017                  | -                     |                 |              | met Kesha / Nr. 80 in de Single Top 100                                                             |
| These Days                                                    | 2018                  | 24-02-2018            | 6               | 28           | met Rudimental, Jess Glynne & Dan Caplen / Nr. 10 in de Single Top 100                              |
| Summer Days                                                   | 2019                  | 04-05-2019            | 15              | 6            | met Martin Garrix & Patrick Stump / Nr. 19 in de Single Top 100                                     |

| Single met hitnotering(en) in de Vlaamse Ultratop 50 | Datum van verschijnen | Datum van binnenkomst | Hoogste positie | Aantal weken | Opmerkingen                                                           |
| ---------------------------------------------------- | --------------------- | --------------------- | --------------- | ------------ | --------------------------------------------------------------------- |
| Thrift Shop                                          | 2012                  | 26-01-2013            | 1(7wk)          | 29           | met Ryan Lewis & Wanz                                                 |
| Can't Hold Us                                        | 2011                  | 13-04-2013            | 2               | 29           | met Ryan Lewis & Ray Dalton                                           |
| Same Love                                            | 2012                  | 24-08-2013            | 11              | 14           | met Ryan Lewis & Mary Lambert                                         |
| White Walls                                          | 2013                  | 28-12-2013            | tip2            | -            | met Ryan Lewis, Hollis & Schoolboy Q                                  |
| Downtown                                             | 2015                  | 12-09-2015            | 6               | 21           | met Ryan Lewis, Eric Nally, Melle Mel, Kool Moe Dee & Grandmaster Caz |
| Kevin                                                | 2016                  | 05-03-2016            | tip             | -            | met Ryan Lewis & Leon Bridges                                         |
| Dance Off                                            | 2016                  | 12-03-2016            | tip13           | -            | met Ryan Lewis, Anderson .Paak & Idris Elba                           |
| Marmalade                                            | 2017                  | 05-08-2017            | tip             | -            | met Lil Yachty                                                        |
| Glorious                                             | 2017                  | 26-08-2017            | 22              | 15           | met Skylar Grey                                                       |
| Good Old Days                                        | 2017                  | 07-10-2017            | tip32           | -            | met Kesha                                                             |
| These Days                                           | 2018                  | 24-02-2018            | 3               | 30           | met Rudimental, Jess Glynne & Dan Caplen                              |
| I Don't Belong in This Club                          | 2019                  | 27-04-2019            | tip             | -            | met Why Don't We                                                      |
| Summer Days                                          | 2019                  | 08-06-2019            | 19              | 18           | met Martin Garrix & Patrick Stump                                     |

### NPO Radio 2 Top 2000
| Nummers met noteringen in de NPO Radio 2 Top 2000 | '14  | '15  | '16  | '17  | '18  | '19  | '20  | '21  | '22  | '23  | '24  |
| ------------------------------------------------- | ---- | ---- | ---- | ---- | ---- | ---- | ---- | ---- | ---- | ---- | ---- |
| Can't Hold Us (met Ryan Lewis & Ray Dalton)       | -    | 902  | 975  | 808  | 1129 | 1062 | 1059 | 1117 | 1215 | 1109 | 1198 |
| Hind's Hall                                       | ×    | ×    | ×    | ×    | ×    | ×    | ×    | ×    | ×    | ×    | 833  |
| Same Love (met Ryan Lewis & Mary Lambert)         | 1335 | 926  | 1340 | 1372 | 1683 | -    | -    | -    | -    | -    | -    |
| Thrift Shop (met Ryan Lewis & Wanz)               | -    | 1482 | 1755 | 1866 | -    | -    | -    | -    | -    | -    | -    |

1. ↑  Een '-' betekent dat het nummer niet was genoteerd, een '×' betekent dat het nummer nog niet was uitgebracht en een vetgedrukt getal geeft de hoogste notering van een nummer aan.
2. ↑  2014 was het eerste jaar met een notering voor Macklemore.

- Bibliothèque nationale de France: cb16721621g (data)
- Gemeinsame Normdatei: 103384604X
- International Standard Name Identifier: 0000 0003 8812 9177
- Library of Congress Control Number: no2012142030
- MusicBrainz: b6d7ec94-830c-44dd-b699-ce66556b7e55
- Virtual International Authority File: 281279831
- WorldCat: E39PBJqw8HjXdJMWqjb66RKjmd